# Eliteserien
L'Eliteserien è la massima divisione professionistica del campionato norvegese di calcio. È un campionato di 16 squadre che assegna il titolo di campione di Norvegia. Il campionato si disputa, salvo la pausa bellica, dal 1937.

## Storia
Il campionato norvegese si è disputato per la prima volta nella stagione 1937-38, con gironi preliminari formati dai campionati di distretto i cui vincitori accedevano al torneo finale per il titolo. Interrotto fra il 1940 e il 1947 per la seconda guerra mondiale, il campionato è ripreso con la medesima formula nel 1947-48.
Nel 1948 si è formata la Hovedserien, una sorta di prima divisione formata da due gironi con due retrocessioni ciascuno e finale per il titolo fra le due vincitrici. Nel 1961-62 si giocò un campionato di transizione verso il girone unico, con 16 squadre, portando il campionato a cadenza annuale.
Nel 1963 nacque così la Prima Divisione norvegese, a 10 squadre. Fino al 1970 le retrocessioni furono 2, per il solo 1971 una soltanto per formare un campionato di 12 squadre l'anno successivo portando così a 3 le retrocessioni (dal 1981 la terzultima si gioca il posto in prima divisione con la terza della seconda divisione).
Dal 1991 il torneo divenne integralmente professionistico come Divisione di Élite norvegese, con la seconda serie che diventa Prima Divisione. Per tre stagioni fra il 1994 e il 1997 si annullano gli spareggi per la promozione mentre nel 1995 la Premier Divisione passa alle attuali 16 squadre.
A partire dal campionato 2013, la finestra di trasferimento estiva aprirà il 15 luglio e chiuderà il 15 agosto; la sessione invernale (dal 1º gennaio al 31 marzo) resterà invece invariata.

## Le squadre
Sono 49 le squadre che hanno preso parte ai 63 campionati di massima serie norvegese, annuali (primavera-autunno) e a girone unico, che sono stati disputati a partire dal 1963 fino alla stagione 2025. In grassetto le squadre partecipanti alla Eliteserien 2025.
- 58 volte:  Rosenborg,  Viking
- 54 volte:  Brann
- 50 volte:  Vålerenga
- 49 volte:  Lillestrøm
- 47 volte:  Molde
- 38 volte:  Start
- 37 volte:  Strømsgodset,  Tromsø
- 30 volte:  Bodø/Glimt
- 28 volte:  Odd
- 27 volte:  Fredrikstad
- 26 volte:  Lyn Oslo,  Stabæk
- 25 volte:  HamKam
- 19 volte:  Haugesund
- 18 volte:  Bryne,  Kongsvinger,  Moss,  Skeid,  Sogndal
- 17 volte:  Mjøndalen
- 16 volte:  Aalesund
- 14 volte:  Sarpsborg 08
- 13 volte:  Sandefjord
- 11 volte:  Sarpsborg
- 8 volte:  Frigg,  Kristiansund BK
- 6 volte:  Hødd
- 5 volte:  Steinkjer
- 3 volte:  Eik-Tønsberg,  Fyllingen,  Hønefoss,  Raufoss,  Sandnes Ulf
- 2 volte:  KFUM Oslo,  Mjølner,  Ranheim,  Sandefjord BK,  Strindheim,  Strømmen
- 1 volte:  Djerv 1919,  Gjøvik-Lyn,  Haugar,  Jerv,  Lisleby,  Os,  Pors,  Vard

## Albo d'oro
- 1937-1938:  Fredrikstad (1º)
- 1938-1939:  Fredrikstad (2º)
- 1939-1940 non disputato
- 1940-1941 non disputato
- 1941-1942 non disputato
- 1942-1943 non disputato
- 1943-1944 non disputato
- 1944-1945 non disputato
- 1945-1946 non disputato
- 1946-1947 non disputato
- 1947-1948:  Freidig (1º)
- 1948-1949:  Fredrikstad (3º)
- 1949-1950:  Fram Larvik (1º)
- 1950-1951:  Fredrikstad (4º)
- 1951-1952:  Fredrikstad (5º)
- 1952-1953:  Larvik Turn (1º)
- 1953-1954:  Fredrikstad (6º)
- 1954-1955:  Larvik Turn (2º)
- 1955-1956:  Larvik Turn (3º)
- 1956-1957:  Fredrikstad (7º)
- 1957-1958:  Viking (1º)
- 1958-1959:  Lillestrøm (1º)
- 1959-1960:  Fredrikstad (8º)
- 1960-1961:  Fredrikstad (9º)
- 1961-1962:  Brann (1º)
- 1963:  Brann (2º)
- 1964:  Lyn Oslo (1º)
- 1965:  Vålerenga (1º)
- 1966:  Skeid (1º)
- 1967:  Rosenborg (1º)
- 1968:  Lyn Oslo (2º)
- 1969:  Rosenborg (2º)
- 1970:  Strømsgodset (1º)
- 1971:  Rosenborg (3º)
- 1972:  Viking (2º)
- 1973:  Viking (3º)
- 1974:  Viking (4º)
- 1975:  Viking (5º)
- 1976:  Lillestrøm (2º)
- 1977:  Lillestrøm (3º)
- 1978:  Start (1º)
- 1979:  Viking (6º)
- 1980:  Start (2º)
- 1981:  Vålerenga (2º)
- 1982:  Viking (7º)
- 1983:  Vålerenga (3º)
- 1984:  Vålerenga (4º)
- 1985:  Rosenborg (4º)
- 1986:  Lillestrøm (4º)
- 1987:  Moss (1º)
- 1988:  Rosenborg (5º)
- 1989:  Lillestrøm (5º)
- 1990:  Rosenborg (6º)
- 1991:  Viking (8º)
- 1992:  Rosenborg (7º)
- 1993:  Rosenborg (8º)
- 1994:  Rosenborg (9º)
- 1995:  Rosenborg (10º)
- 1996:  Rosenborg (11º)
- 1997:  Rosenborg (12º)
- 1998:  Rosenborg (13º)
- 1999:  Rosenborg (14º)
- 2000:  Rosenborg (15º)
- 2001:  Rosenborg (16º)
- 2002:  Rosenborg (17º)
- 2003:  Rosenborg (18º)
- 2004:  Rosenborg (19º)
- 2005:  Vålerenga (5º)
- 2006:  Rosenborg (20º)
- 2007:  Brann (3º)
- 2008:  Stabæk (1º)
- 2009:  Rosenborg (21º)
- 2010:  Rosenborg (22º)
- 2011:  Molde (1º)
- 2012:  Molde (2º)
- 2013:  Strømsgodset (2º)
- 2014:  Molde (3º)
- 2015:  Rosenborg (23º)
- 2016:  Rosenborg (24º)
- 2017:  Rosenborg (25º)
- 2018:  Rosenborg (26º)
- 2019:  Molde (4º)
- 2020:  Bodø/Glimt (1º)
- 2021:  Bodø/Glimt (2º)
- 2022:  Molde (5º)
- 2023:  Bodø/Glimt (3º)
- 2024:  Bodø/Glimt (4º)

## Statistiche
Il Rosenborg ha vinto 13 campionati consecutivi fra il 1992 e il 2004: è la terza prestazione di tutti i tempi al mondo.

### Numero di titoli vinti
| Club         | Vittorie | 2° | 3° | Stagioni |
| ------------ | -------- | -- | -- | --- |
| Rosenborg    | 26       | 7  | 5  | 1967, 1969, 1971, 1985, 1988, 1990, 1992, 1993, 1994, 1995, 1996, 1997, 1998, 1999, 2000, 2001, 2002, 2003, 2004, 2006, 2009, 2010, 2015, 2016, 2017, 2018 |
| Fredrikstad  | 9        | 9  | 1  | 1938, 1939, 1949, 1951, 1952, 1954, 1957, 1960, 1961 |
| Viking       | 8        | 2  | 10 | 1958, 1972, 1973, 1974, 1975, 1979, 1982, 1991 |
| Lillestrøm   | 5        | 8  | 3  | 1959, 1976, 1977, 1986, 1989 |
| Vålerenga    | 5        | 3  | 5  | 1965, 1981, 1983, 1984, 2005 |
| Molde        | 5        | 7  | 3  | 2011, 2012, 2014, 2019, 2022 |
| Brann        | 3        | 8  | 4  | 1962, 1963, 2007 |
| Bodø/Glimt   | 4        | 5  | 1  | 2020, 2021, 2023, 2024 |
| Larvik Turn  | 3        | -  | -  | 1953, 1955, 1956 |
| Lyn Oslo     | 2        | 4  | 4  | 1964, 1968 |
| Start        | 2        | 1  | 7  | 1978, 1980 |
| Strømsgodset | 2        | 2  | 3  | 1970, 2013 |
| Skeid        | 1        | 5  | 1  | 1966 |
| Stabæk       | 1        | 1  | 4  | 2008 |
| Moss         | 1        | 1  | -  | 1987 |
| Fram Larvik  | 1        | -  | -  | 1950 |
| Freidig      | 1        | -  | -  | 1948 |
| Tromsø       | -        | 2  | 4  | Argento 2011, Bronzo 2023 |
| Odd          | -        | 2  | 2  | Argento 1956-57, Bronzo 2016 |
| Bryne        | -        | 2  | -  | Argento 1982 |
| Mjøndalen    | -        | 2  | -  | Argento 1986 |
| Kongsvinger  | -        | 1  | 2  | Argento 1992, Bronzo 1987 |
| Eik-Tønsberg | -        | 1  | 1  | Argento 1960-61, Bronzo 1958-59 |
| Sparta       | -        | 1  | -  | Argento 1947-48 |
| Steinkjer    | -        | 1  | -  | Argento 1961-62 |
| Sarpsborg    | -        | -  | 2  | Bronzo 1965 |
| HamKam       | -        | -  | 1  | Bronzo 1970 |
| Haugesund    | -        | -  | 1  | Bronzo 2013 |
| Sarpsborg 08 | -        | -  | 1  | Bronzo 2017 |

### Capocannonieri
Tabella aggiornata al 4 novembre 2024.
| Anno    | Miglior marcatore       | Squadra       | Reti | Giornate |
| ------- | ----------------------- | ------------- | ---- | -------- |
| 1948-49 | Arvid Havnås            | Sandefjord BK | 12   | 14       |
| 1948-49 | Arvid Havnås            | Sandefjord BK | 12   | 14       |
| 1949-50 | Reidar Dørum            | Ørn-Horten    | 13   | 14       |
| 1950-51 | John Sveinsson          | Lyn           | 19   | 14       |
| 1951-52 | Jan Tangen              | Strømmen      | 15   | 14       |
| 1952-53 | Gunnar Thoresen         | Larvik Turn   | 15   | 14       |
| 1952-53 | Per Jacobsen            | Odd]          | 15   | 14       |
| 1953-54 | Gunnar Thoresen         | Larvik Turn   | 15   | 14       |
| 1954-55 | Harald Hennum           | Skeid         | 13   | 14       |
| 1955-56 | Willy Fossli            | Asker         | 17   | 14       |
| 1956-57 | Per Kristoffersen       | Fredrikstad   | 15   | 14       |
| 1957-58 | Harald Hennum           | Skeid         | 17   | 14       |
| 1958-59 | Reidar Sundby           | Larvik Turn   | 13   | 14       |
| 1959-60 | Per Kristoffersen       | Fredrikstad   | 13   | 14       |
| 1960-61 | Per Kristoffersen       | Fredrikstad   | 15   | 14       |
| 1961-62 | Rolf Birger Pedersen    | Brann         | 26   | 30       |
| 1963    | Leif Eriksen            | Vålerenga     | 16   | 18       |
| 1964    | Ole Stavrum             | Lyn Oslo      | 18   | 18       |
| 1965    | Harald Berg             | Lyn Oslo      | 19   | 18       |
| 1966    | Per Kristoffersen       | Fredrikstad   | 20   | 18       |
| 1967    | Odd Iversen             | Rosenborg     | 17   | 18       |
| 1968    | Odd Iversen             | Rosenborg     | 30   | 18       |
| 1969    | Odd Iversen             | Rosenborg     | 26   | 18       |
| 1970    | Steinar Pettersen       | Strømsgodset  | 16   | 18       |
| 1971    | Jan Fuglset             | Fredrikstad   | 17   | 18       |
| 1972    | Egil Solberg            | Mjøndalen     | 16   | 22       |
| 1972    | Johannes Vold           | Viking        | 16   | 22       |
| 1973    | Stein Karlsen           | Ham-Kam       | 17   | 22       |
| 1974    | Odd Berg                | Molde         | 13   | 22       |
| 1975    | Arne Dokken             | Strømsgodset  | 18   | 22       |
| 1976    | Jan Fuglset             | Molde         | 17   | 22       |
| 1977    | Trygve Johannessen      | Viking        | 18   | 22       |
| 1978    | Tom Lund                | Lillestrøm    | 17   | 22       |
| 1979    | Odd Iversen             | Vålerenga     | 16   | 22       |
| 1980    | Arne Dokken             | Lillestrøm    | 14   | 22       |
| 1981    | Pål Jacobsen            | Vålerenga     | 16   | 22       |
| 1982    | Tor Arne Granerud       | Ham-Kam       | 11   | 22       |
| 1982    | Trygve Johannessen      | Viking        | 11   | 22       |
| 1983    | Olav Nysæter            | Kongsvinger   | 14   | 22       |
| 1984    | Sverre Brandhaug        | Rosenborg     | 13   | 22       |
| 1985    | Jørn Andersen           | Vålerenga     | 23   | 22       |
| 1986    | Arve Seland             | Start         | 12   | 22       |
| 1987    | Jan Kristian Fjærestad  | Moss          | 18   | 22       |
| 1988    | Jan Åge Fjørtoft        | Lillestrøm    | 14   | 22       |
| 1989    | Mini Jakobsen           | Rosenborg     | 18   | 22       |
| 1990    | Tore André Dahlum       | Start         | 20   | 22       |
| 1991    | Karl Petter Løken       | Rosenborg     | 12   | 22       |
| 1992    | Kjell Roar Kaasa        | Kongsvinger   | 17   | 22       |
| 1993    | Mons Ivar Mjelde        | Lillestrøm    | 19   | 22       |
| 1994    | Harald Martin Brattbakk | Rosenborg     | 17   | 22       |
| 1995    | Harald Martin Brattbakk | Rosenborg     | 26   | 26       |
| 1996    | Harald Martin Brattbakk | Rosenborg     | 28   | 26       |
| 1997    | Sigurd Rushfeldt        | Rosenborg     | 25   | 26       |
| 1998    | Sigurd Rushfeldt        | Rosenborg     | 27   | 26       |
| 1999    | Rune Lange              | Tromsø        | 23   | 26       |
| 2000    | Thorstein Helstad       | Brann         | 18   | 26       |
| 2001    | Thorstein Helstad       | Brann         | 17   | 26       |
| 2001    | Frode Johnsen           | Rosenborg     | 17   | 26       |
| 2001    | Clayton Zane            | Lillestrøm    | 17   | 26       |
| 2002    | Harald Martin Brattbakk | Rosenborg     | 17   | 26       |
| 2003    | Harald Martin Brattbakk | Rosenborg     | 17   | 26       |
| 2004    | Frode Johnsen           | Rosenborg     | 19   | 26       |
| 2005    | Ole Martin Årst         | Tromsø        | 16   | 26       |
| 2006    | Daniel Nannskog         | Stabæk        | 19   | 26       |
| 2007    | Thorstein Helstad       | Brann         | 22   | 26       |
| 2008    | Daniel Nannskog         | Stabæk        | 16   | 26       |
| 2009    | Rade Prica              | Rosenborg     | 17   | 30       |
| 2010    | Baye Djiby Fall         | Molde         | 16   | 30       |
| 2011    | Mustafa Abdellaoue      | Tromsø        | 17   | 30       |
| 2012    | Péter Kovács            | Strømsgodset  | 12   | 30       |
| 2012    | Zdeněk Ondrášek         | Tromsø        | 12   | 30       |
| 2013    | Frode Johnsen           | Odd           | 16   | 30       |
| 2014    | Viðar Örn Kjartansson   | Vålerenga     | 24   | 30       |
| 2015    | Alexander Søderlund     | Rosenborg     | 22   | 30       |
| 2016    | Christian Gytkjær       | Rosenborg     | 19   | 30       |
| 2017    | Nicklas Bendtner        | Rosenborg     | 19   | 30       |
| 2018    | Franck Boli             | Stabæk        | 17   | 30       |
| 2019    | Torgeir Børven          | Odd           | 21   | 30       |
| 2020    | Kasper Junker           | Bodø/Glimt    | 27   | 30       |
| 2021    | Ohi Omoijuanfo          | Molde         | 27   | 30       |
| 2022    | Amahl Pellegrino        | Bodø/Glimt    | 25   | 30       |
| 2023    | Amahl Pellegrino        | Bodø/Glimt    | 24   | 30       |
| 2024    | Kristian Eriksen        | Molde         | 14   | 30       |